# قرار مجلس الأمن التابع للأمم المتحدة رقم 911
قرار مجلس الأمن التابع للأمم المتحدة رقم 911، المتخذ بالإجماع في 21 نيسان / أبريل 1994، بعد إعادة تأكيد القرارات 813 (1993)، 856 (1993) و866 (1993)، رحب المجلس بالتقدم المحرز نحو تشكيل الحكومة الانتقالية الوطنية الليبرية، لكنه أعرب عن قلقه إزاء التأخيرات اللاحقة في تنفيذ اتفاقية كوتونو للسلام، ومدد ولاية بعثة مراقبي الأمم المتحدة في ليبيريا حتى 22 أكتوبر 1994.
وأعرب المجلس عن قلقه إزاء تجدد القتال بين الأطراف في ليبريا وتأثيره السلبي على عملية نزع السلاح وجهود الإغاثة الإنسانية. وأثني على دور المجموعة الاقتصادية لدول غرب أفريقيا في عملية السلام، كما أشاد بفريق الرصد التابع للجماعة الاقتصادية لدول غرب أفريقيا للمساعدة في تنفيذ عملية السلام. وقد حظي التعاون الوثيق بين بعثة مراقبي الأمم المتحدة في ليبريا وفريق المراقبين العسكريين التابع للجماعة الاقتصادية لدول غرب أفريقيا بالثناء، وامتد ذلك إلى الدول الأفريقية التي ساهمت في فريق المراقبين العسكريين التابع للجماعة الاقتصادية لدول غرب أفريقيا. ولوحظ أيضاً أن الجدول الزمني المعدل لعملية السلام دعا إلى إجراء انتخابات في 7 أيلول / سبتمبر 1994.
مدد المجلس ولاية بعثة مراقبي الأمم المتحدة في ليبريا على أساس أنه سيستعرض الحالة في ليبريا بحلول 18 أيار / مايو 1994 بشأن ما إذا كان مجلس الدولة التابع للحكومة الانتقالية الوطنية الليبرية قد تم تشكيله بالكامل أم لا، وما إذا كان قد تم إحراز تقدم جوهري في محادثات السلام . وبحلول 30 حزيران / يونيو 1994، سيجري استعراض فيما يتعلق بعمل الحكومة الانتقالية، والتقدم المحرز في نزع السلاح والتسريح، والتحضير للانتخابات.
وطُلب من جميع الأطراف وقف الأعمال العدائية والعمل على نزع السلاح وتنصيب الحكومة الانتقالية ومجلس الأمة بحيث يمكن إنشاء إدارة مدنية موحدة للبلاد. كما تم حث الأطراف على ضمان سلامة أفراد البعثة والمساهمة في إيصال المساعدة الإنسانية.
وتم تشجيع الدول الأعضاء على المساهمة مالياً في فريق المراقبين العسكريين التابع للجماعة الاقتصادية لدول غرب أفريقيا لتسهيل إرسال التعزيزات من قبل الدول الأفريقية. وعلاوة على ذلك، تم الإشادة بالمساعدة التي قدموها، كما تم الترحيب بجهود الأمين العام بطرس بطرس غالي لتشجيع الحوار.

## روابط خارجية
- نص القرار في undocs.org